# Pantalycha
Pantalycha (ukrainisch Панталиха; russisch Панталиха Pantalicha, polnisch Pantalicha) ist ein Dorf im Zentrum der ukrainischen Oblast Ternopil mit etwa 65 Einwohnern (2001).

## Geschichte
Nach einer Überlieferung besuchte den Ort Johann III. Sobieski nach der Zweiten Wiener Türkenbelagerung im Jahr 1683. Der Ortsname ist nach der örtlichen Exklave der Steppe benannt.
Der Ort gehörte damals zur Woiwodschaft Ruthenien der Adelsrepublik Polen-Litauen. Bei der Ersten Teilung Polens kam das Dorf 1772 zum neuen Königreich Galizien und Lodomerien des habsburgischen Kaiserreichs (ab 1804).

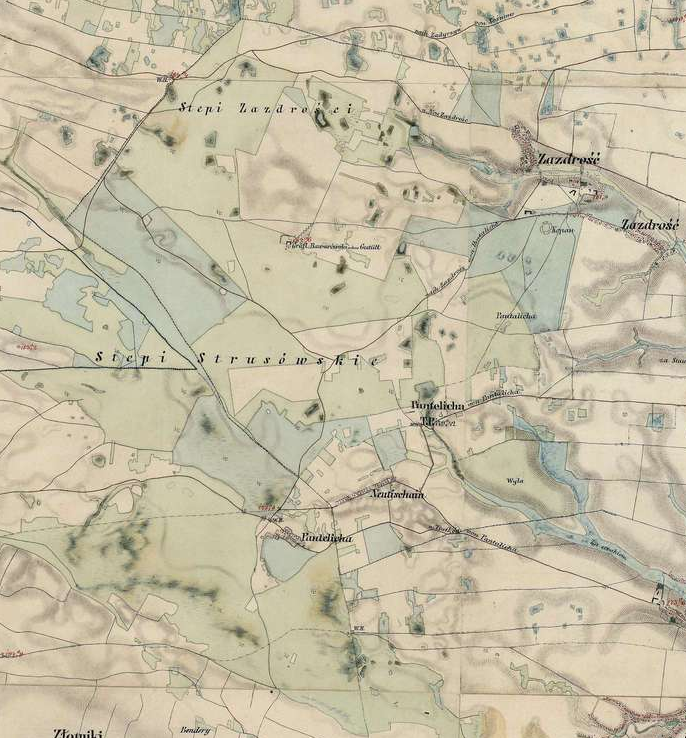
Zazdrość und Pantalicha sowie die Steppe inzwischen auf der Franziszeischen Landesaufnahme um die Mitte des 19. Jahrhunderts

Im 19. Jahrhundert wurde nordöstlich in der Steppe eine Kolonie mit dem Namen Neu Titschein (der deutsche Name von Nový Jičín in Mähren) gegründet. Auf der ethnographischen Karte der Österreichischen Monarchie von Karl von Czoernig-Czernhausen aus dem Jahr 1855 wurde sie als eine deutsche Sprachinsel eingezeichnet. Im Geographischen Lexikon des Königreiches Polen wurde Neutitschein als Teil der Gemeinde Pantalicha bezeichnet, in der österreichischen Volkszählung aus dem Jahr 1900 dagegen als ein Weiler von Sasdrist.
Im Jahr 1900 hatte die Gemeinde Pantalicha 30 Häuser mit 215 Einwohnern, davon waren 145 polnischsprachig, 63 ruthenischsprachig, 7 deutschsprachig, 134 römisch-katholisch, 63 griechisch-katholisch, 18 Juden.
Nach dem Ende des Polnisch-Ukrainischen Kriegs 1919 kamen beide Gemeinden zu Polen. Im Jahr 1921 hatte die Gemeinde Pantalicha 11 Häuser mit 202 Einwohnern, davon waren 159 Polen, 43 Ruthenen, 149 römisch-katholisch, 50 griechisch-katholisch, 3 Juden (Religion). Die Gemeinde Nowy Tyczyn hatte 21 Häuser mit 155 Einwohnern, davon waren alle Polen (151 römisch-katholisch, 3 griechisch-katholisch, einer jüdischer Religion).
Nach Wolodymyr Kubijowytsch war Pantalycha im Jahr 1939 mehrheitlich von ukrainischsprachigen Römisch-katholiken (sogenannten Lateinern) bewohnt, Novyj Tyčyn dagegen von Polen.
Im Zweiten Weltkrieg gehörte der Ort zuerst zur Sowjetunion und ab 1941 zum Generalgouvernement, ab 1945 wieder zur Sowjetunion, heute zur Ukraine.
Die Steppe war zum größten Teil praktisch bis zum Jahr 1945 vom Ackerbau unberührt. In diesem Jahr wurde sie jedoch trockengelegt und eingepflügt, damit verschwand die Bebauung von Neutitschein. Die Reste der Steppe blieben eine Sehenswürdigkeit der Gegend, zugänglich von Sasdrist sowie Pantalycha.
Am 12. Juni 2020 wurde das Dorf ein Teil neu gegründeten Landgemeinde Solotnyky; bis dahin war es ein Teil der Landratsgemeinde Sokoliw im Westen des Rajons Terebowlja.
Seit dem 17. Juli 2020 ist sie ein Teil des Rajons Ternopil.